# Гіндсвіль (Арканзас)
Гіндсвіль (англ. Hindsville) — місто (англ. town) в США, в окрузі Медісон штату Арканзас. Населення — 90 осіб (2020).

## Географія
Гіндсвіль розташований на висоті 417 метрів над рівнем моря за координатами 36°8′47″ пн. ш. 93°51′36″ зх. д. / 36.14639° пн. ш. 93.86000° зх. д. (36.146466, -93.860097).  За даними Бюро перепису населення США в 2010 році місто мало площу 0,85 км², з яких 0,85 км² — суходіл та 0,00 км² — водойми. В 2017 році площа становила 0,97 км², з яких 0,96 км² — суходіл та 0,00 км² — водойми.

## Демографія
Згідно з переписом 2010 року, у місті мешкала 61 особа в 26 домогосподарствах у складі 19 родин. Густота населення становила 71 особа/км².  Було 31 помешкання (36/км²). 
Расовий склад населення:
| - 98,4 % — білих - 1,6 % — корінних американців |

До двох чи більше рас належало 0,0 %. Іспаномовні складали 0,0 % від усіх жителів.
За віковим діапазоном населення розподілялося таким чином: 14,8 % — особи молодші 18 років, 55,7 % — особи у віці 18—64 років, 29,5 % — особи у віці 65 років та старші. Медіана віку мешканця становила 53,5 року. На 100 осіб жіночої статі у місті припадало 110,3 чоловіків;  на 100 жінок у віці від 18 років та старших — 116,7 чоловіків також старших 18 років.
Середній дохід на одне домашнє господарство  становив 50 520 доларів США (медіана — 38 750), а середній дохід на одну сім'ю — 50 520 доларів (медіана — 38 750). 
Цивільне працевлаштоване населення становило 12 особи. Основні галузі зайнятості: фінанси, страхування та нерухомість — 50,0 %, роздрібна торгівля — 16,7 %, публічна адміністрація — 16,7 %.
За даними перепису населення 2000 року в Хіндсвілі проживало 75 осіб, 21 сім'я, налічувалося 27 домашніх господарств і 28 житлових будинків. Середня густота населення становила близько 83,3 осіб на один квадратний кілометр. Расовий склад Хіндсвіля за даними перепису був виключно білим. Іспаномовні склали 2,67 % від усіх жителів містечка.
З 27 домашніх господарств в 22,2 % — виховували дітей віком до 18 років, 51,9 % представляли собою подружні пари, які спільно проживали, в 14,8 % сімей жінки проживали без чоловіків, 22,2 % не мали сімей. 18,5 % від загального числа сімей на момент перепису жили самостійно, при цьому 11,1 % склали самотні літні люди у віці 65 років та старше. Середній розмір домашнього господарства склав 2,78 особи, а середній розмір родини — 2,90 особи.
Населення містечка за віковою діапазону по даними переписом 2000 року розподілилося таким чином: 32,0 % — жителі молодше 18 років, 6,7 % — між 18 і 24 роками, 24,0 % — від 25 до 44 років, 20,0 % — від 45 до 64 років і 17,3 % — у віці 65 років та старше. Середній вік мешканця склав 32 роки. На кожні 100 жінок в Хіндсвілі припадало 97,4 чоловіків, у віці від 18 років та старше — 96,2 чоловіків також старше 18 років.
Середній дохід на одне домашнє господарство в містечкі склав 22 500 доларів США, а середній дохід на одну сім'ю — 37 708 доларів. При цьому чоловіки мали середній дохід в 18 750 доларів США на рік проти 14 500 доларів середньорічного доходу у жінок. Дохід на душу населення в містечкі склав 13 868 доларів на рік. Всі родини Хіндсвілла мали дохід, що перевищує рівень бідності, 14,3 % від усієї чисельності населення перебувало на момент перепису населення за межею бідності, при цьому 8,3 % з них були старше 64 років.